# Giá trị sử dụng
Giá trị sử dụng của một vật phẩm là bao gồm các tính chất có ích, công dụng của vật thể đó có thể thoả mãn một nhu cầu nào đó cho việc sản xuất hoặc cho sự tiêu dùng cá nhân. Tính có ích của một vật làm cho vật đó trở thành một giá trị sử dụng. Bạn hãy chú ý nhìn vào số một ở đây, là một chứ không phải là nhiều hơn, bởi vậy nên một vật có thể có nhiều tính có ích (cả một tập hợp nào đó) nhưng nó chỉ có một giá trị sử dụng thôi mà thôi. Một vật như con dao… chỉ có một giá trị sử dụng mà thôi (một tập hợp các tính có ích), và cái một giá trị sử dụng này sẽ có nhiều cách để con người dùng nó: tự vệ hay làm bếp, đâm cắt hay xẻo cạo, trưng bày… tựu trung cũng là sử dụng cái tính chất vốn có của con dao cung cấp. Một số người có thể sẽ hiểu lầm rằng một đồ vật do có nhiều ứng dụng nên sẽ có nhiều giá trị sử dụng, và thế là dễ đi đến kết luận giá trị sử dụng bị quyết định bởi hình thức sử dụng vật đó.
Trong các tác phẩm về kinh tế chính trị của Karl Marx, bất kỳ sản phẩm lao động (hay hàng hóa) nào đều có giá trị và giá trị sử dụng. Trong Tư bản luận Marx còn cho ta một ý tưởng, ta có thể gọi thẳng một vật thể hàng hóa là một giá trị sử dụng luôn. Vậy nên lúc này, ta có thể thấy rằng một vật không phải gọi là có giá trị sử dụng nữa mà là, nó chính là một giá trị sử dụng luôn (không phải có nữa, mà là chính nó là một giá trị sử dụng). Nếu hàng hóa này được trao đổi như một mặt hàng thương mại ở thị trường thì nó được thêm vào giá trị trao đổi và thường được biểu hiện bằng một lượng tiền nhất định gọi là giá hay giá cả của hàng hóa đó.